# Hyun Young-min
Hyun Young-min (hangul: 현영민), född 25 december 1979 i Gurye-gun, är en sydkoreansk fotbollsspelare. Han spelar för Jeonnam Dragons i K League Classic. Tidigare spelade han för Ulsan Hyundai FC, Zenit Sankt Petersburg, FC Seoul, Seongnam Ilhwa Chunma och för Sydkoreas landslag.